# Johann Joseph Schneider

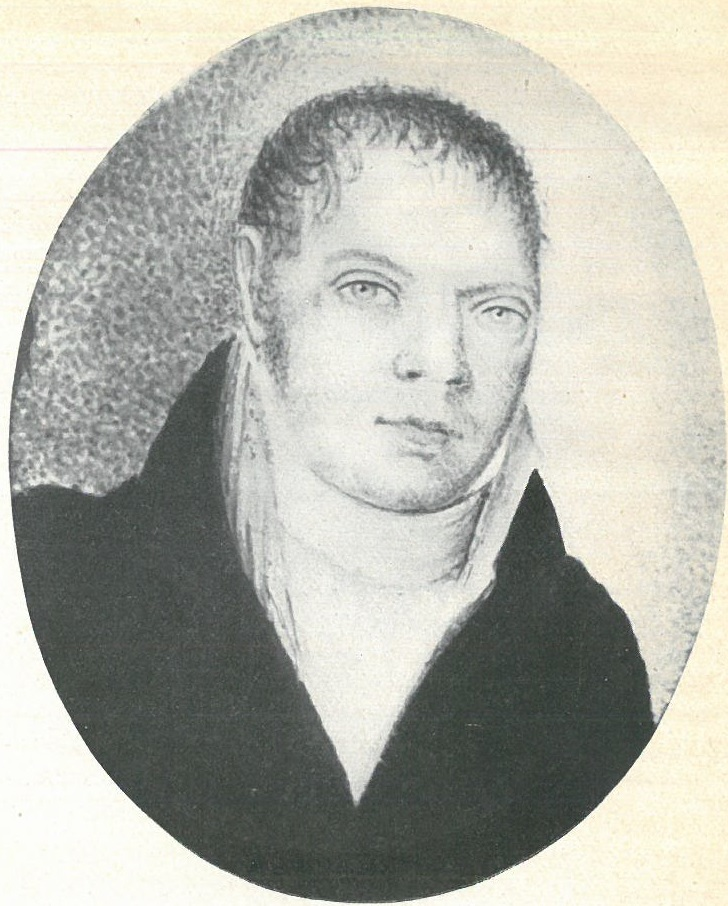
Johann Joseph Schneider

Johann Joseph Schneider (* 15. Oktober 1777 (abweichende Angabe auf dem Grabstein: 18. Oktober 1777) in Fulda, Hochstift Fulda; † 24. September 1854 in Fulda, Kurfürstentum Hessen) war ein deutscher Arzt und Regionalhistoriker. Er blieb vor allem durch die Beschreibung der Geographie und Geschichte der Rhön in Erinnerung.

## Leben

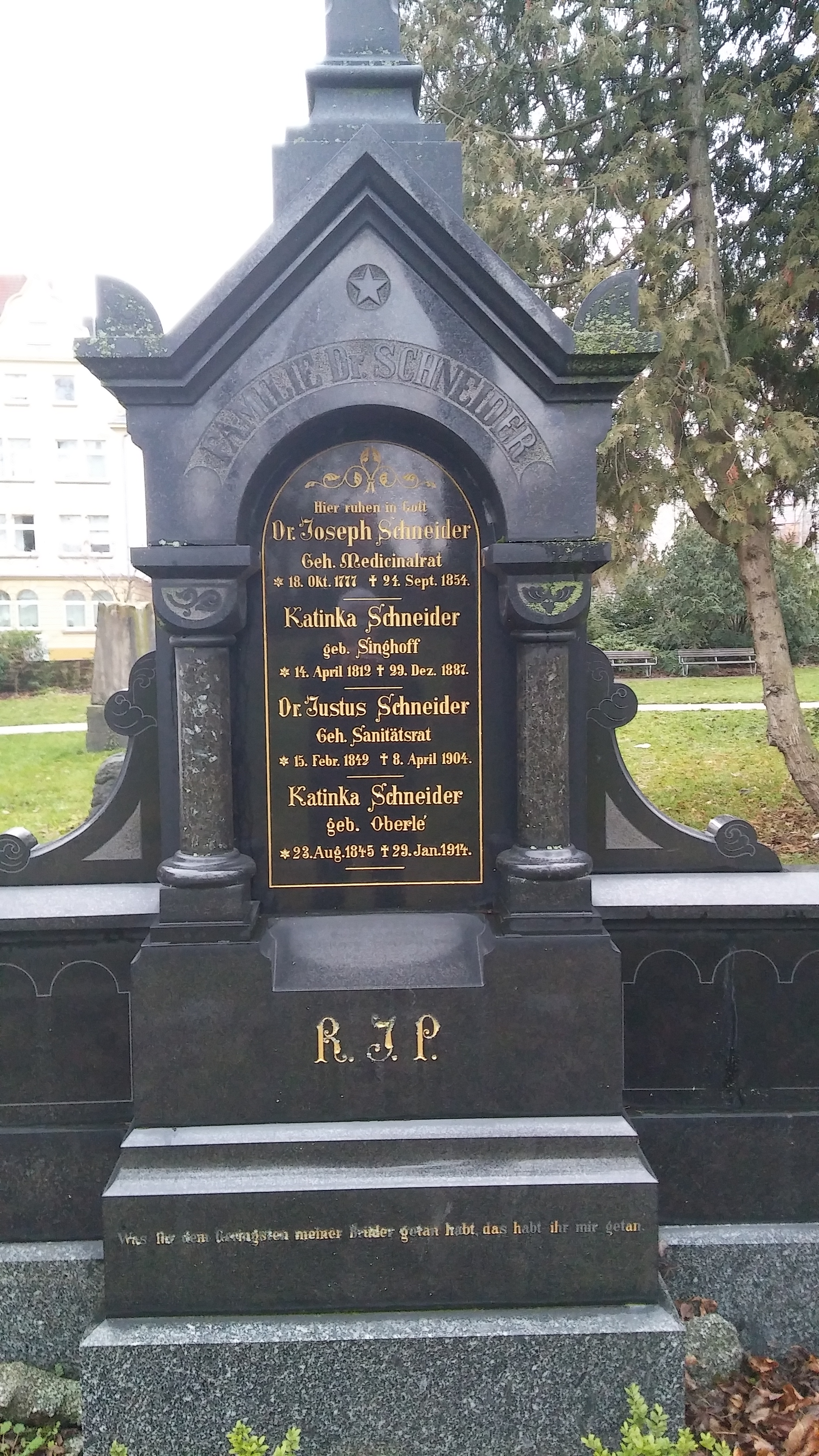
Grab der Familie Schneider auf dem Alten städtischen Friedhof Fulda

Johann Joseph Schneider wurde  1777 als Sohn von Johann Matthias Schneider, dem Hofchirurgen des Fürstbischofs Heinrich von Bibra in Fulda, und Anna Margareta, geb. Marschall aus Mackenzell, geboren. Die beiden vor ihm geborenen Brüder überlebten nur kurz, er blieb das einzige Kind. Er besuchte das dortige Gymnasium und studierte vier Jahre an der damaligen Adolphs-Universität Fulda bei Franz Kaspar Lieblein. Nach mehreren Semestern in Würzburg, unter anderem bei Carl Caspar von Siebold, legte er das Examen in Fulda ab und erhielt hierauf die Approbation als Arzt und am 10. Januar 1801 vom damaligen Landesherrn Adalbert von Harstall die Erlaubnis, als Arzt, Wundheiler und Geburtshelfer zu praktizieren.
1801 heiratete er Maria Anna Theresia, geb. Berta, die allerdings kurz darauf nach einer schweren Geburt an Kindbetttyphus starb; die Tochter war totgeboren. In zweiter Ehe heiratete er 1804 die Schwester seiner verstorbenen Frau Eva Theresia Berta. Die Ehe blieb bis zu deren Tod im Jahr 1841 kinderlos.
1842 heiratete er im Alter von 64 Jahren in dritter Ehe die deutlich jüngere Katinka Schneider (* 14. April 1812; † 29. Dezember 1887), sein Sohn Justus wurde am 15. Februar 1842 geboren. Das Familiengrab befindet sich in unmittelbarer Nähe zur Friedhofskapelle am Franzosenwäldchen in Fulda.

## Schaffen
Als einer der ersten Ärzte in Deutschland führte er 1801 die Schutzimpfung gegen Pocken (Kuhpocken-Vaccination) in Fulda ein, die um die Jahrhundertwende gerade erst von Jenner und Pletts entwickelt worden war und wurde damit beauftragt, die Schutzpocken-Impfungs-Verordnung zu entwerfen, die im Gesetzblatt des Großherzogtums Frankfurt erschien. Zu dieser Zeit war es möglich, auch ohne Promotion zu praktizieren, 1805 wollte allerdings der neue Landesherr Friedrich Wilhelm von Oranien-Nassau die Universität auflösen, und Schneider entschloss sich, rasch noch zu promovieren. Sein Doktorvater Lieblein befragte ihn zum gewählten Thema des Gebrauchs von Opium in einer öffentlichen Verteidigung im Haus des Bischofs. Nicht zwingend gefordert, veröffentlichte Schneider dennoch die Dissertation „Über den Kinnbackenkrampf neugebohrner Kinder“, die er seinem Landesfürsten widmete. Im Mai 1813 wurde er mit dem Titel eines Medizinalrats zum Sekretär des Medizinalkollegiums und Physicus des Amtes Großenlüder, von 1822 bis 1826 hatte er das Physikat für den Landgerichtsbezirk Fulda inne, 1822 wurde er außerdem Mitglied der medizinischen Deputation und Polizeikommission. 1833 bis 1840 war er ärztliches Mitglied der Landeskrankenhausdirektion, 1836 wurde er zum Obermedizinalrat ernannt. Laut eigener Zählung hat er im Lauf seiner Karriere 54.905 Kranke behandelt; in seine Amtszeit fiel auch der Rückzug des französischen Heeres von der Völkerschlacht bei Leipzig mit vielen Verwundeten und die zu der Zeit wütende Typhusepidemie.
Umtriebig und neugierig, dabei offen für neues und fortschrittlich im Denken, publizierte er eine Vielzahl medizinischer Artikel zu breit gefächerten Themengebieten, darunter z. B. ein psychiatrisches Gutachten über eine verhaftete Kindsmörderin, über Die Wirkung von Kampfer und Helleborus-Wurzel gegen den Wahnsinn oder auch Die Rotzkrankheit des Pferdegeschlechts medizinisch-polizeilich betrachtet. Ab 1822 war er Mitredakteur der Zeitschrift für psychische Ärzte und hatte einen mehrseitigen Eintrag im Callisen. In den 1820er Jahren war er Herausgeber der Buchonia : eine Zeitschrift für vaterländische Geschichte, Alterthumskunde, Geographie, Statistik u. Topographie, die aber nur ein Beispiel für seine Veröffentlichungen mit naturhistorischen Hintergrund sind.
Auch Fulda war in dieser Zeit von politischen Umwälzungen betroffen; nachdem er den beiden letzten Kirchenfürsten gedient hatte, trat er aber ohne Verzug in den Dienst der hessischen Landesfürsten. Sein Interesse galt weniger der Tagespolitik, sondern lag offensichtlich in seiner medizinischen Tätigkeit und seinen historischen und naturwissenschaftlichen Forschungen. Er war allerdings mit dem damaligen Oberbürgermeister Mackenrodt seit 1828 Mitglied des Planungskomitees für das Bonifatiusdenkmal, das 1842 nach vielen Schwierigkeiten „endlich“ enthüllt wurde.

## Werke
- Buchonia: eine Zeitschrift für vaterländische Geschichte, Alterthumskunde, Geographie, Statistik u. Topographie. Verlag Müller, Fulda, Erscheinungsverlauf 1.1826–4.1829; damit Ersch. eingest. (Digitalisate in den Fuldaer Digitalen Sammlungen; Rezension in Neue allgemeine geographische und statistische Ephemeriden, Achtes Stück, 1826, S. 240.).
- Versuch einer Topographie der Residenzstadt Fulda. Verlag Müller, Fulda 1806 (urn:nbn:de:bvb:12-bsb10086315-6).
- Handbuch über die Krankheiten der Kinder (zusammen mit C. B. Fleisch). Leipzig 1807.
- Naturhistorische Beschreibung des diesseitigen hohen Rhöngebirges und seiner nordwestlichen Vorberge. Verlag der Hermann’schen Buchhandlung, Frankfurt 1816 (urn:nbn:de:bvb:12-bsb10722021-8). 2. vermehrte, ganz umgeänderte Ausgabe. Müller, Fulda 1840 (urn:nbn:de:bvb:12-bsb10378308-6).
- Neues Alphabet der Giftpflanzen. Zum Gebrauch in Schulen. Fulda 1837.
- Die Neuralgieen in der Pubertätsentwickelung. 2 Bände. Leipzig 1842.